# Groane Trasporti e Mobilità
Groane Trasporti e Mobilità S.p.A., sigla GTM, era una Società per azioni di trasporto pubblico attraverso autobus con sede a Garbagnate Milanese. La prima denominazione era CTP GROANE (consorzio trasporti pubblici).
Era una società a totale capitale pubblico di proprietà dei comuni associati.
La società è cessata il 31 gennaio 2010 conferendo l'intera rete e l'intero parco mezzi alla società AirPullman a partire dal 1º febbraio 2010.

## Bacino di utenza
GTM gestiva servizi di trasporto pubblico urbano e suburbano nell'area Nord Ovest della Provincia di Milano e in 3 Comuni della Provincia di Varese, tra gli assi ferroviari Milano - Torino/Sempione, Milano - Saronno e Milano - Meda nei seguenti comuni:
- Arese
- Baranzate
- Bollate 11,44%
- Cesate
- Garbagnate Milanese
- Lainate
- Milano
- Origgio
- Paderno Dugnano
- Pregnana Milanese
- Rho 20,70%
- Saronno
- Senago
- Uboldo

## Storia
La sua data di costituzione risulta nel maggio 1977 come "Consorzio di Arese" a seguito del fallimento della società privata di trasporto pubblico "Grattoni" operante nel Nord Milano, basso Comasco, basso Varesino e basso Bergamasco, mantenendo la linea Milano - Arese e le linee da Garbagnate per Cesate e Senago - Palazzolo Milanese.
Successivamente cambia denominazione in Consorzio Trasporti Pubblici "Groane" .
La presenza dello Stabilimento Alfa Romeo di Arese è un fondamentale punto di partenza di diverse autolinee per il trasporto delle maestranze e con gli anni acquisisce ulteriori servizi da altre società e comuni come i servizi urbani dei Comuni di Bollate, Lainate e Rho; dalle Ferrovie Nord Milano acquisisce le linee Garbagnate-Arese-Rho e da Alfa Romeo per Arese-Rho, per Passirana - Rho e per Garbagnate.
Con l'orario 1987/88 decide arbitrariamente, senza consultare l'utenza, di sopprimere su tutte le linee il servizio mattinale festivo considerandolo superfluo per numero di utenza trasportata e costoso per il numero di personale impiegato.
Nel 1989 acquisisce dalla società Fontaneto-Bus Viaggi le linee: Rho FS - Pregnana Milanese e Rho FS - Lainate - Origgio - Uboldo - Saronno FNM, quest'ultima in gestione condivisa con STIE.
In anni più recenti ri-acquisisce dalla ditta Davanzo il Servizio urbano di Paderno Dugnano.
Dal 2000 diventa Società per Azioni e cambia denominazione in Groane Trasporti e Mobilità S.p.A.

## Flotta
La flotta dei bus è sempre stata diversificata, per tipo e "costruttori" di autobus, anche se si può notare una certa predominanza da parte di mezzi carrozzati dalla Carrozzeria Mauri di Desio (MI) e Carrozzeria Autodromo Modena: da 1 Fiat 343 ereditato dal Servizio urbano di Lainate, ai Fiat 418 macchi a due porte del precedente "Consorzio di Arese" (arancioni ex Grattoni) e blu (con striscia gialla) della gestione FNM, Fiat 418 Macchi "autotreni" ex Grattoni, Fiat 418 carr Fiat 3 porte del Servizio Urbano di Bollate, Fiat 418 Macchi 3 porte del servizio urbano di Rho, via via ai primi Inbus S210 2 porte, Inbus I210 versione normale e "turbo" (mat. n. 61), 3 Man autosnodati carr. Portesi, 6 Fiat 470 10.20 carrozzati Fiat e altrettanti carrozzati Mauri di Desio con carrozzeria in alluminio, 3 Fiat 570 12.20 carr. Portesi di Rezzato (BS), al "prototipo" 18p24 (mat. n. 69) sempre Mauri con carrozzeria in alluminio, 1 Inbus S210, 3 S-Effeuno carr. autodromo, un altro Mauri 18p24 simile alla serie 1700 di ATM, un Inbus AS 280, 3 "Alice" carr.Autodromo suburbani 2 porte e 1 "Pollicino" acquistato col contributo del comune di Paderno Dugnano che passerà alla ditta "Davanzo" di Paderno col cambio di gestione dello stesso servizio urbano di Paderno D.
Quindi dal '95 circa comincia la fornitura di bus ribassati dai primi "BusOtto" della carrozzeria Autodromo 3 porte urbani, a 5 Iveco CityClass 491 10.22 urbani 3 porte, 5 Man Mauri Kronos 3 porte urbani, ai piccoli "Alè" Autodromo 3 porte urbani, altri "Pollicino" Autodromo, a diversi autobus Man acquistati di seconda mano da Germania e Austria sia suburbani 12 m che autosnodati 18 m, 1 Irisbus CityClass 591.12 suburbano 12 m 1 autosnodato Man nuovo, 2 Irisbus CityClass suburbani blu con 2 porte e in ultimo un altro prototipo: 1 Irisbus CityClass autosnodato 3 porte, con semiporta anteriore e allestimento "extraurbano".

## Bus a GPL
La flotta di autobus a GPL consisteva in 3 "Bussotto" Autodromo e 1 Man NL283 tutti con i bomboloni ben visibili sul tetto.

## Attualità
Sono di questi ultimi anni alcune prese di posizione per chiedere il ripristino del servizio mattinale festivo e l'estensione dell'orario serale delle autolinee di "Area Urbana" H213 (560) e H307 (566) che gravitano su Milano, considerato che oggi il servizio di queste linee si interrompe alle 21 circa dal lunedì al venerdì alle 20 circa il sabato e dalle 14 circa alle 19 circa la domenica
Con la riforma del Trasporto Pubblico Locale (Decreto Legislativo n.422/97
e Legge Regionale n. 22/98 attuativa del precedente) sono state avviate le gare d'appalto dei servizi di Trasporto extraurbano della Provincia di Milano.
La gara, avviata nel 2004 (Giunta centrodestra guidata da O.Colli, Ass. Trasporti D.Vermi) ha visto la suddivisione in sei sottoreti o "Lotti" gli ambiti di gestione del trasporto pubblico extraurbano della Provincia di Milano.
A tal scopo, nel "Lotto 1" area Nord-Ovest, che interessa Groane Trasporti e Mobilità si era costituita un'ATI tra Groane Trasporti e Mobilità, Ferrovie Nord Milano Autoservizi e Società Pubblica Trasporti di Como per la gestione dei servizi all'interno di quest'area.
All'esito della gara è risultata battuta da CAL (Consorzio Autoservizi Lombardi) - a cui fanno riferimento SILA, AIR Pullman di Somma Lombardo (VA) e STAV di Vigevano (PV).
In data 23 marzo 2005, col cambio di giunta (centrosinistra guidata da F.Penati), la Provincia di Milano ha annullato gli esiti della gara, senza però concretizzarsi in quanto altri ricorsi hanno stabilito la validità della stessa.
Con la validità del precedente esito sul "Lotto 1" è stato opposto un ricorso al TAR di Milano da parte di STIE.
In conseguenza di ciò, in attesa del parere del TAR, è stata attuata una sospensiva per tutto il 2008 del subentro di CAL nella gestione delle linee di GTM e il servizio ha continuato ad essere gestito da GTM.
Col subentro di CAL, GTM avrebbe perso circa il 50% dei servizi e dei chilometri tuttora in gestione, tranne i "Servizi di Area Urbana" del Comune di Milano, ovvero il Servizio urbano del Comune di Rho, le linee H213 (560) e H307 (566).
Tutto ciò ha contribuito a rendere ulteriormente precario e incerto il futuro di GTM, a dispetto dei recenti investimenti (è di questi ultimi anni la costruzione di un grande e funzionale deposito - finanziato con soldi pubblici - unico in Lombardia a essere dotato di impianto per la fornitura di GPL a 4 autobus della sua flotta).
GTM ha infine cessato i propri servizi il 31 gennaio 2010, ad essa è subentrata la società AirPullman che ne ha acquisito le linee e il parco macchine.